# Michal Stefanu
Michal Stefanu (* 10. prosince 1965) je český fyzicky handicapovaný stolní tenista i tenista. Ve stolním tenise závodí v kategorii T4.
Je čtyřnásobným účastníkem letních paralympijských her a několikanásobným držitelem medailí ve stolním tenise. Již na své první paralympiádě 1996 v Atlantě vybojoval v soutěži jednotlivců stříbro a v kategorii open se dostal do osmifinále. V Sydney 2000 zvítězil v jednotlivcích a podílel se na bronzové medaili v soutěži družstev. O čtyři roky později v Athénách vybojoval stříbro v jednotlivcích a byl součástí týmu, který zvítězil v družstvech. Na LPH 2008 v Pekingu nepostoupil v soutěži jednotlivců ze základní skupiny. Kromě toho je držitelem řady medailí z evropských i světových šampionátů, první z nich, bronzovou v soutěži družstev, získal na mistrovství Evropy ve stolním tenise 1995.
Věnuje se též tenisu. V roce 2010 byl v anketě Zlatý kanár zvolen jako nejlepší tenista na vozíku.